# Afryka (album)
Afryka – koncertowy album zespołu Lombard. Wydany w roku 1994 nakładem wydawnictwa Koch International.
Płyta zawiera największe przeboje Lombardu oraz trzy premierowe utwory: „Nie mogę kochać ciebie”, „Afryka mój sen?” czy „Sexaids”. Nagrań dokonano w Studio Polskiego Radia „Giełda” w Poznaniu. Redaktor nagrań – Ryszard Gloger. Realizator nagrań – Piotr Madziar. Projekt graficzny – Studio Graficzne Zebra. Irek Mierzwa. Afryka jest jedyną nagraną bez żeńskich głosów płytą zespołu Lombard.

## Lista utworów
1. „Afryka, mój sen?” (muz. Robert Kalicki – sł. Damian Jaroszyk) – 3:50
2. „Gwiazdy rock and rolla” (muz. Grzegorz Stróżniak – sł. Marek Dutkiewicz) – 3:40
3. „Dwa słowa, dwa światy” (muz. Grzegorz Stróżniak – sł. Małgorzata Ostrowska) – 5:50
4. „Sexaids” (muz. Lombard Group[a] – sł. Grzegorz Stróżniak) – 3:45
5. „Kto mi zapłaci za łzy” (muz. Grzegorz Stróżniak – sł. Jacek Skubikowski) – 4:15
6. „Przeżyj to sam” (muz. Grzegorz Stróżniak – sł. Andrzej Sobczak) – 7:00
7. „Diamentowa kula” (muz. Grzegorz Stróżniak – sł. Marek Dutkiewicz) – 4:25
8. „Nie mogę kochać ciebie” (muz. Lombard Group[b] – sł. Grzegorz Stróżniak) – 4:05
9. „Śmierć dyskotece!” (muz. Jacek Skubikowski – sł. Marek Dutkiewicz) – 4:35

## Muzycy
Źródło:.
- Grzegorz Stróżniak – śpiew, instrumenty klawiszowe
- Henryk Baran – gitara basowa
- Robert Kalicki – instrumenty klawiszowe
- Jacek Królik – gitara
- Artur Malik – śpiew, perkusja

## Wydawnictwa
- Koch International, CD 3-3846-2 (1994)
- Koch International, MC 3-3846-4 (1994)